# Wang Zhizhi
Wang Zhizhi (chin. upr. 王治郅, pinyin Wáng Zhìzhì; ur. 8 lipca 1977 w Pekinie) – chiński koszykarz, grający obecnie w zespole pierwszej chińskiej lidze koszykarskiej Bayi Rockets. Zawodnik reprezentacji Chin. W latach 2001–2005 grał w najlepszej koszykarskiej lidze świata NBA.

## Osiągnięcia
Stan na 2 marca 2016, na podstawie, o ile nie zaznaczono inaczej.

### Drużynowe
- 7-krotny mistrz Chin (1996–2001, 2007)
- Wicemistrz CBA (2006)

### Indywidualne
- MVP:
  - CBA (2000)
  - finałów CBA (2000, 2007)
  - CBA All-Star Game (2000, 2008, 2009)
- Lider:
  - chińskiej ligi CBA w blokach (1996–1998)
  - CBA we wsadach (1996, 1998)
- Zwycięzca konkursu wsadów CBA (2000)
- Uczestnik meczu wschodzących gwiazd Nike Hoop Summit (1996)[3].

### Reprezentacja
- Mistrz:
  - Azji (1999, 2011)
  - igrzysk azjatyckich (1998, 2006, 2010)
- Wicemistrz:
  - uniwersjady (2001)
  - Azji (2009)
- Brązowy medalista:
  - mistrzostw Azji (1997)
  - turnieju Diamond Ball (2008)
- Uczestnik
  - igrzysk olimpijskich (1996 – 8. miejsce, 2000 – 10. miejsce, 2008 – 8. miejsce, 2012 – 12. miejsce)
  - mistrzostw świata (2006 – 15. miejsce, 2010 – 16. miejsce)
  - mistrzostw Azji (1997, 1999, 2009, 2011, 2013 – 5. miejsce)
  - turnieju:
    - London Invitational (2011 – 6. miejsce)
    - Diamond Ball (2000 – 5. miejsce, 2008)

  - mistrzostw świata U–19 (1995 – 9. miejsce)